# Werner von Eppstein
Werner von Eppstein (* um 1225; † 2. April 1284 in Aschaffenburg) war Kurfürst, Erzbischof von Mainz und damit ex officio Erzkanzler des Heiligen Römischen Reiches.

## Leben

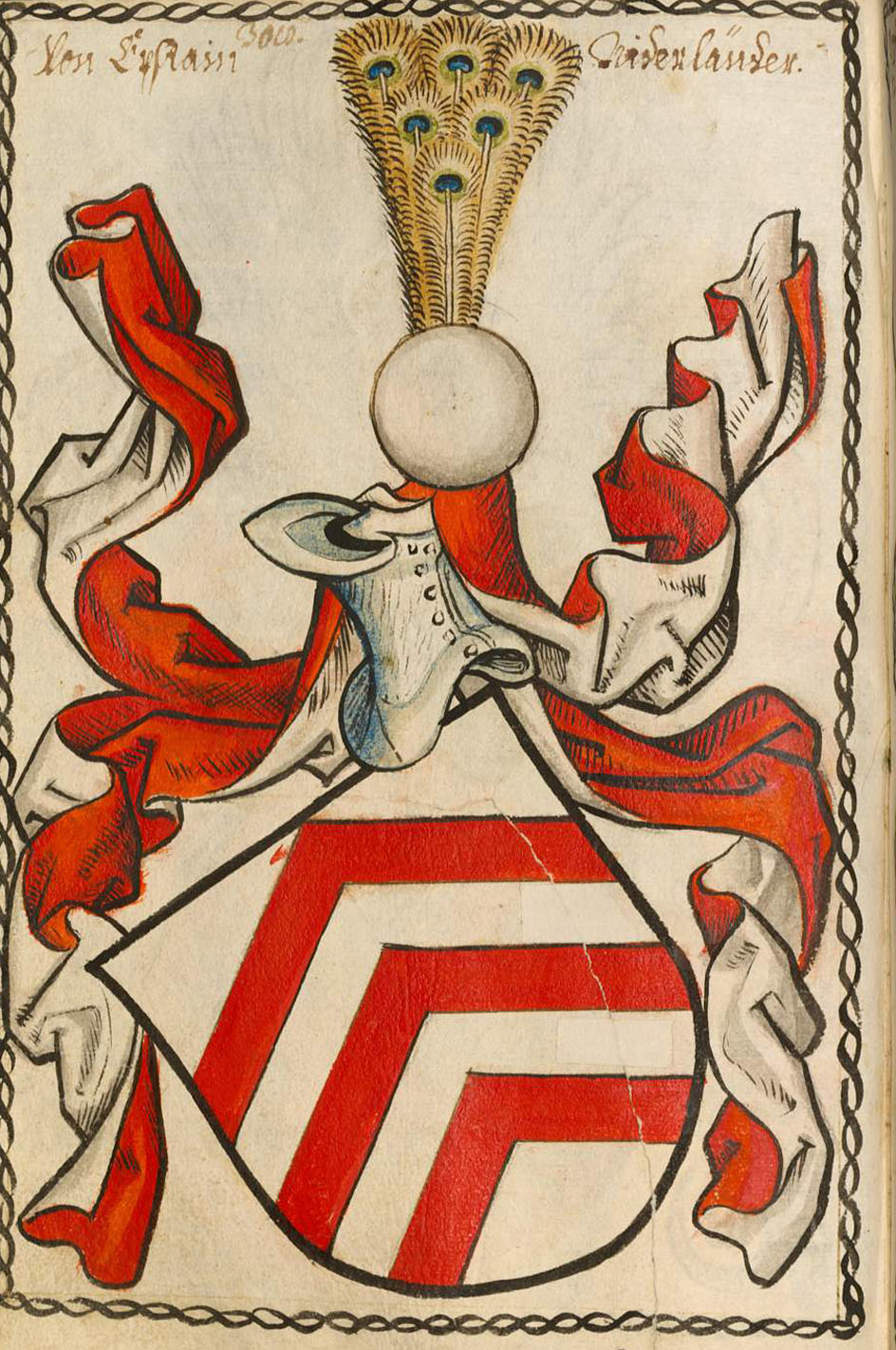
Wappen des Geschlechtes von Eppstein

Der Sohn von Gerhard II. von Eppstein (später: Gerhard von Braubach) und Isalda von Wied, einer Tochter von Graf Dietrich I. von Wied und Schwester des Trierer Erzbischofs und Kurfürsten Theoderich II. von Wied, wurde früh auf eine geistliche Karriere vorbereitet. Er wurde an der Mainzer Domschule ausgebildet und begann in der Stadt auch seine Laufbahn als Geistlicher. Bei seinem Aufstieg half ihm die Macht seiner Familie, die mit Siegfried II. und Siegfried III. – dessen Neffe Werner war – bereits zweimal den Mainzer Bischofsthron besetzt hatte. So wurde Werner schon 1248 Propst von Mariagreden, 1249 von St. Peter und 1257 von St. Peter und Alexander in Aschaffenburg. Vor allem die letzten beiden Stellen waren von Bedeutung, da mit ihnen jeweils ein Archidiakonat, damals eine obere Verwaltungseinheit eines Bistums, verbunden war.

### Erzbischof von Mainz
Im Oktober 1259 wurde Werner von Eppstein vom Mainzer Domkapitel zum Nachfolger Gerhards I. von Dhaun gewählt. Da sich damals schon erste Tendenzen abzeichneten, nach denen der Papst bei der Einsetzung des Mainzer Erzbischofs mehr Einfluss verlangte (seit Peter von Aspelt (1306–1320) reklamierte er die Investiturgewalt für sich), musste Werner nach Rom reisen, wo er von Papst Alexander IV. persönlich konsekriert wurde.

#### Territorialpolitik
Begleitet wurde Werner auf seinem Italienzug vom Grafen Rudolf von Habsburg, den Werner später bei der Königswahl am 29. September 1273 als neuen König durchsetzen konnte. Schon zur Zeit des Italienzuges mussten sich die beiden den Angriffen ihres ärgsten Widersachers, des Königs Ottokar II. von Böhmen, Herr über Österreich, erwehren. Dieser hatte bereits die Königswahl von 1257 scheitern lassen, um seine territorialen Ansprüche im Reich besser durchsetzen zu können. Ottokars Ziel war dabei auch, die Bistümer Olmütz und Prag aus der Mainzer Kirchenprovinz zu lösen. Als Metropolit dieser Bistümer hatte der Mainzer Erzbischof eine bedeutende Machtposition in Böhmen: Ihm stand nämlich das Krönungsrecht zu. Um den Bestrebungen Ottokars keine zusätzliche Intensität zu geben, krönte Werner ihn und seine Frau an Weihnachten 1261.
Außerdem führte Werner die Fehde um Territorialansprüche seines Vorgängers gegen Heinrich I. von Hessen fort und verhängte über ihn das Interdikt. Doch wohl schon bald kam er zu der Einsicht, dass sich weiterreichende politische Ziele nur mit Ruhe und Sicherheit im Kurstaat bzw. im Erzbistum erreichen ließen. Daher einigte er sich 1263 im Langsdorfer Frieden mit Heinrich und auch mit anderen Lehensträgern, denn noch bewirkte die ungelöste Königsfrage Unsicherheit im Reich. Als Kurfürst zielte Werner von Eppstein auf eine Klärung der Frage und eine Neuwahl. Als Kandidaten favorisierte er zunächst den letzten Spross der Staufer, den noch minderjährigen Konradin. Doch diese Bemühungen scheiterten am antistaufisch eingestellten Papst. Als Konradin 1268 in Neapel hingerichtet wurde, legte sich Werner auf Richard von Cornwall fest. Doch Richard starb bereits 1272, bevor die Verhältnisse wieder endgültig geordnet waren.

#### Die Königswahl von 1273
Bei der folgenden Königswahl am 1. Oktober 1273 schlug die Stunde des Mainzer Erzbischofs: Durch geschickte Verhandlungen erreichte er die Wahl Rudolfs von Habsburg zum neuen König. Dies brachte den Erzbischof von Mainz, zugleich auch Reichserzkanzler, wieder an die erste Stelle der Reichspolitiker, nachdem der Einfluss unter seinem glücklosen Vorgänger stark zurückgegangen war.
Am 6. Juni 1274 bestätigte der neue Papst Gregor X. die Wahl. Rudolf bemühte sich sofort um eine Stärkung der Zentralgewalt, was von den Kurfürsten kritisch beäugt wurde. Anders als andere vermied Werner jedoch den offenen Konflikt mit dem König. Er ging zunächst daran, die Territorialgewalt in seinem Kurstaat zu festigen. Ab 1275 betrieb er hierzu eine zielstrebige Politik, bei der auch kriegerische Auseinandersetzungen nicht ausblieben. Dies führte zu Spannungen zwischen dem Kurfürsten und den Bewohnern von Mainz und Erfurt. Auch der Streit mit Heinrich I. von Hessen flammte wieder auf, und Werner belegte Heinrich 1274 erneut mit dem Kirchenbann. Im Frühjahr 1280 wurde sein Heer jedoch bei Fritzlar von Heinrichs Landsturmheer entscheidend besiegt, und er musste in landgräflichen Städten auf  erzbischöfliche Sendgerichte verzichten. 1281 schloss Werner sich dann dem von Rudolf von Habsburg initiierten „Reichslandfrieden“ an und beendete die Fehdehandlungen.
Werner von Eppstein starb am 2. April 1284 in Aschaffenburg und wurde im Mainzer Dom begraben. Er hinterließ geordnete Verhältnisse im Kurstaat und eine in ihrer Bedeutung wieder gestärkte Mainzer Kirche.